# NGC 1739
NGC 1739 (другие обозначения — ESO 552-50, MCG -3-13-55, PGC 16586) — спиральная галактика в созвездии Зайца. Открыта Ормондом Стоуном в 1885 году. Описание Дрейера: «очень тусклый, очень маленький, немного вытянутый объект, рядом с NGC 1738». Галактика образует пару и взаимодействует с NGC 1738, из-за чего сильно деформирована.
Этот объект входит в число перечисленных в оригинальной редакции «Нового общего каталога».